# Ronde van Frankrijk 2008/Vierde etappe

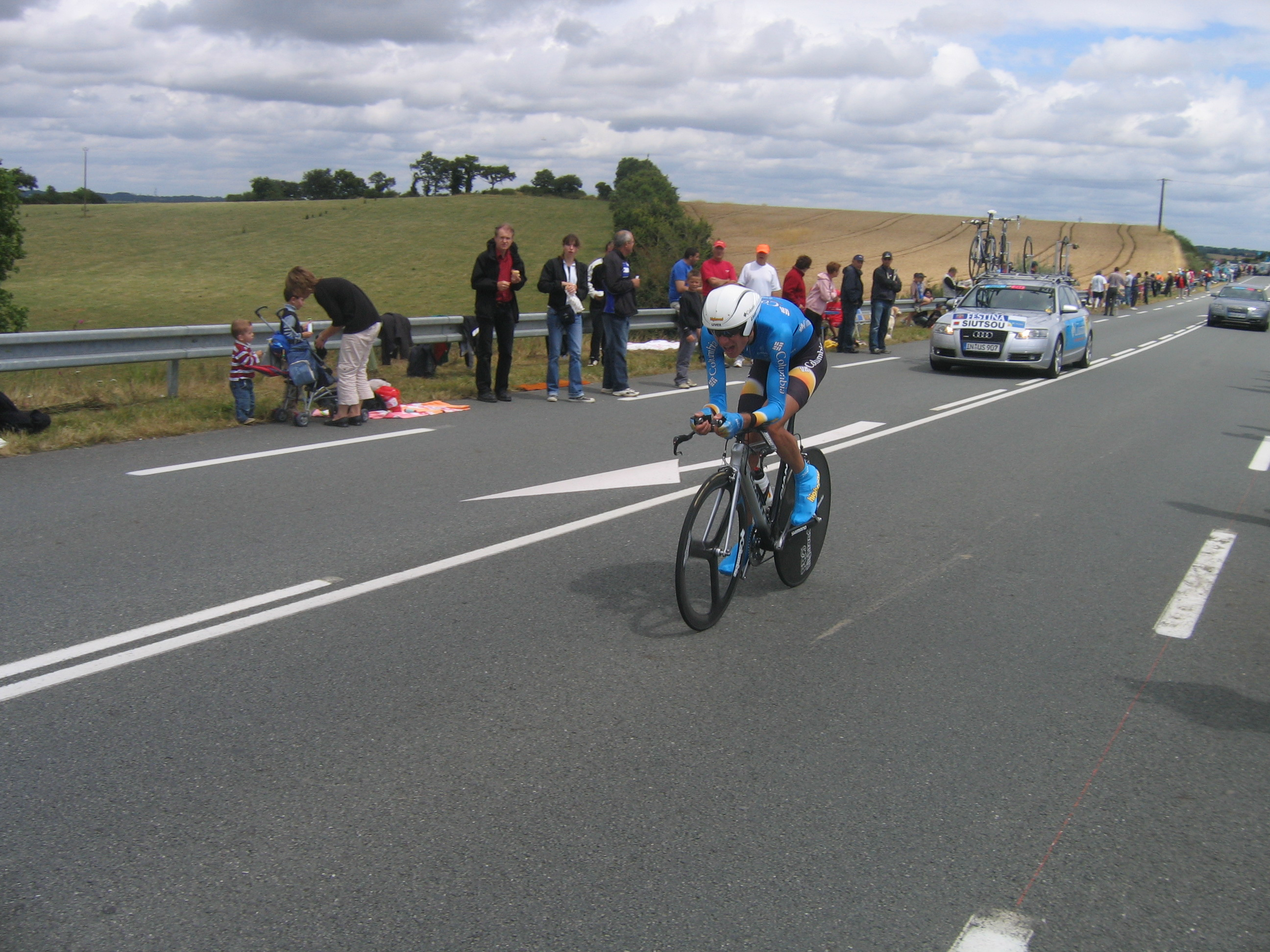
Kanstantsin Siwtsow tijdens de tijdrit.

De vierde etappe van de Ronde van Frankrijk 2008 werd verreden op 8 juli 2008 over een afstand van 29,5 kilometer. De etappe begon en eindigde in Cholet en was de eerste individuele tijdrit. Cholet was al tweemaal eerder etappeplaats in de Ronde van Frankrijk, namelijk in 1936 en 1998. De vijfde etappe zal ook in Cholet starten. Vooraf werd regerend wereldkampioen tijdrijden Fabian Cancellara van Team CSC als favoriet gezien.

## Verloop
Om exact twee over elf in de ochtend ging de eerste renner, Wim Vansevenant, van start.
Een eerste richttijd werd gerealiseerd door de Amerikaan Danny Pate: 36 minuten en 54 seconden. De eerste die zijn tijd verbeterde, was Franse kampioen tijdrijden Sylvain Chavanel. Zijn besttijd hield echter niet lang stand, want even later was de Duitse krachtpatser Jens Voigt een zucht sneller.
De eerste die onder zijn tijd dook, was Denis Mensjov, die in de derde etappe bijna driekwart minuut had verloren. Hij deed één seconde minder lang over het traject dan Voigt. De gedoodverfde favoriet Fabian Cancellara moest alles geven om de tijd van Mensjov te verbeteren. Uiteindelijk had hij één seconde minder nodig.
Toen was het tijd voor de tijdrit van Stefan Schumacher. Hij verraste vriend en vijand met zijn scherpe tussentijden en was 33 seconden sneller dan Cancellara. Niemand deed het beter dan hij, ook niet tijdritspecialist David Millar.
Van de klassementsrenners was Cadel Evans de beste; Alejandro Valverde verloor meer dan een volle minuut. Kim Kirchen kon nog enigszins verrassen en werd tweede. Geletruidrager Romain Feillu slaagde er niet in zijn leidersplaats te verdedigen en viel uit de toptien.

### Tussenstanden

#### Eerste tussenstand
In Saint-André-de-la-Marche, na 11 km:
| pos | renner            | nationaliteit       | ploeg                  | tijd    |
| --- | ----------------- | ------------------- | ---------------------- | ------- |
| 1   | Stefan Schumacher | Duitsland           | Team Gerolsteiner      | 13' 54" |
| 2   | Kim Kirchen       | Luxemburg           | Team Columbia          | op 11"  |
| 3   | David Millar      | Verenigd Koninkrijk | Team Garmin - Chipotle | op 13"  |
| 4   | George Hincapie   | Verenigde Staten    | Team Columbia          | op 14"  |
| 5   | Jens Voigt        | Duitsland           | Team CSC               | op 15"  |

#### Tweede tussenstand
In La Romagne, na 18 km:
| pos | renner            | nationaliteit       | ploeg                  | tijd    |
| --- | ----------------- | ------------------- | ---------------------- | ------- |
| 1   | Stefan Schumacher | Duitsland           | Team Gerolsteiner      | 24' 42" |
| 2   | Kim Kirchen       | Luxemburg           | Team Columbia          | op 11"  |
| 3   | David Millar      | Verenigd Koninkrijk | Team Garmin - Chipotle | op 15"  |
| 4   | Jens Voigt        | Duitsland           | Team CSC               | op 23"  |
| 5   | Cadel Evans       | Australië           | Silence-Lotto          | op 24"  |

## Uitslag
| rang | renner                | nationaliteit       | ploeg                  | tijd    |
| ---- | --------------------- | ------------------- | ---------------------- | ------- |
| 1    | Stefan Schumacher     | Duitsland           | Team Gerolsteiner      | 35' 44" |
| 2    | Kim Kirchen           | Luxemburg           | Team Columbia          | op 18"  |
| 3    | David Millar          | Verenigd Koninkrijk | Team Garmin - Chipotle | op 18"  |
| 4    | Cadel Evans           | Australië           | Silence-Lotto          | op 27"  |
| 5    | Fabian Cancellara     | Zwitserland         | Team CSC               | op 33"  |
| 6    | Denis Mensjov         | Rusland             | Rabobank               | op 34"  |
| 7    | Jens Voigt            | Duitsland           | Team CSC               | op 35"  |
| 8    | Christian Vande Velde | Verenigde Staten    | Team Garmin - Chipotle | op 37"  |
| 9    | George Hincapie       | Verenigde Staten    | Team Columbia          | op 41"  |
| 10   | Vincenzo Nibali       | Italië              | Liquigas               | op 47"  |

## Algemeen klassement
| rang | renner                | land                | ploeg                  | tijd         |
| ---- | --------------------- | ------------------- | ---------------------- | ------------ |
|      | Stefan Schumacher     | Duitsland           | Team Gerolsteiner      | 14u. 04' 41" |
| 2    | Kim Kirchen           | Luxemburg           | Team Columbia          | op 12"       |
| 3    | David Millar          | Verenigd Koninkrijk | Team Garmin - Chipotle | op 12"       |
| 4    | Cadel Evans           | Australië           | Silence-Lotto          | op 21"       |
| 5    | Fabian Cancellara     | Zwitserland         | Team CSC               | op 33"       |
| 6    | Christian Vande Velde | Verenigde Staten    | Team Garmin - Chipotle | op 37"       |
| 7    | George Hincapie       | Verenigde Staten    | Team Columbia          | op 41"       |
| 8    | Thomas Lövkvist       | Zweden              | Team Columbia          | op 58"       |
| 9    | Vincenzo Nibali       | Italië              | Liquigas               | op 58"       |
| 10   | José Iván Gutiérrez   | Spanje              | Caisse d'Epargne       | op 1' 47"    |

## Nevenklassementen

### Puntenklassement
| rang | renner       | land      | ploeg           | punten |
| ---- | ------------ | --------- | --------------- | ------ |
|      | Kim Kirchen  | Luxemburg | Team Columbia   | 81     |
| 2    | Thor Hushovd | Noorwegen | Crédit Agricole | 64     |
| 3    | Óscar Freire | Spanje    | Rabobank        | 55     |

### Bergklassement (vandaag geen punten te verdienen)
| rang | renner           | land      | ploeg                            | punten |
| ---- | ---------------- | --------- | -------------------------------- | ------ |
|      | Thomas Voeckler  | Frankrijk | Bouygues Télécom                 | 19     |
| 2    | Sylvain Chavanel | Frankrijk | Cofidis, Le Crédit par Téléphone | 11     |
| 3    | Björn Schröder   | Duitsland | Team Milram                      | 9      |

### Jongerenklassement
| rang | renner          | land   | ploeg                            | tijd        |
| ---- | --------------- | ------ | -------------------------------- | ----------- |
|      | Thomas Lövkvist | Zweden | Team Columbia                    | 14u 05' 28" |
| 2    | Vincenzo Nibali | Italië | Liquigas                         | op 11"      |
| 3    | Maxime Monfort  | België | Cofidis, Le Crédit par Téléphone | op 37"      |

### Ploegenklassement
| rang | Ploeg                  | land             | tijd        |
| ---- | ---------------------- | ---------------- | ----------- |
|      | Team Garmin - Chipotle | Verenigde Staten | 42u 13' 59" |
| 2    | Team Columbia          | Verenigde Staten | op 1' 44"   |
| 3    | Team CSC-Saxo Bank     | Denemarken       | op 2' 35"   |